# Allegiant Air

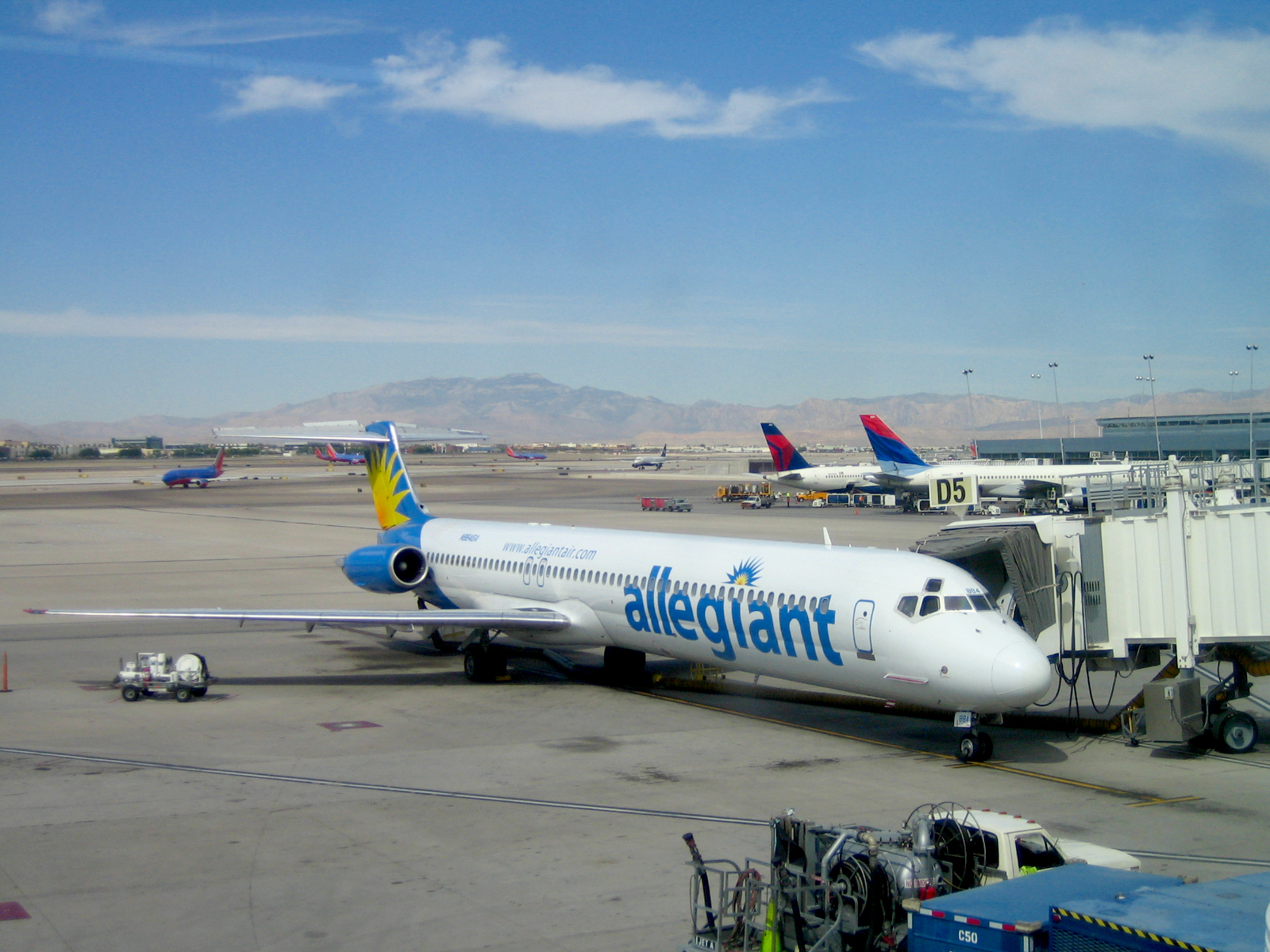

Allegiant Air – amerykańska tania linia lotnicza z siedzibą w Las Vegas, w stanie Nevada.
Agencja ratingowa Skytrax przyznała linii trzy gwiazdki.

## Flota
Według stanu na marzec 2025 flota Allegiant Air składała się ze 127 samolotów o średnim wieku 15,1 lat:
| Samolot          | Samolot | Samolot   | Liczba miejsc | Liczba miejsc | Uwagi                              |
| Model            | Aktywne | Zamówione | E             | Łącznie       | Uwagi                              |
| ---------------- | ------- | --------- | ------------- | ------------- | ---------------------------------- |
| Airbus A319-100  | 34      | -         | 156           | 156           |                                    |
| Airbus A320-200  | 85      | -         | 177           | 177           |                                    |
| Airbus A320-200  | 85      | -         | 186           | 186           |                                    |
| Boeing 737 MAX 8 | 8       | 5         | 190           | 190           | W trakcie dostawy od września 2024 |
| Łącznie          | 127     | 5         |               |               |                                    |